# Guzmania morreniana
Guzmania morreniana là một loài thực vật có hoa trong họ Bromeliaceae. Loài này được (Linden ex E.Morren) Mez mô tả khoa học đầu tiên năm 1896.